# Ляшенко Василь Іванович
Василь Іванович Ляшенко, (12 лютого 1902, Носівка — 18 березня 1975, Київ) — український фізик, професор, завідувач кафедри фізики напівпровідників Київського Національного університету ім. Т. Г. Шевченка. Лауреат Державної премії України в галузі науки і техніки.

## Життєпис
У 1928 р. закінчив фізико-математичне відділення Київського інституту народної освіти (тепер Київський національний університет імені Тараса Шевченка) і вступив до аспірантури Інституту фізики АН УРСР.
З 1930 р. працює в Київському університеті асистентом, завідувачем кафедри фізичного факультету, з 1932 р. по 1941 р. спочатку в. о. доцента, а потім доцентом кафедри фізики і електрофізики.
Від дня створення кафедри фізики напівпровідників в 1952 р. працював на ній доцентом. У 1957—1960 рр. — завідувач кафедри.
У 1938 р. перший експериментально відкрив явища збіднення та збагачення на носії струму приконтактного шару напівпровідника.
В 1956 р. захистив докторську дисертацію на тему «Влияние поверхности на электрические явления в полупроводниках».

## Відзнаки
Лауреат Державної премії України в галузі науки і техніки (1970).